# Arycanda flexilinea
Arycanda flexilinea är en fjärilsart som beskrevs av W. Warren 1896. Arycanda flexilinea ingår i släktet Arycanda och familjen mätare. Inga underarter finns listade i Catalogue of Life.